# I Am Your Leader
"I Am Your Leader"  é uma canção da cantora e compositora americana Nicki Minaj, contida no seu segundo álbum de estúdio, intitulado Pink Friday: Roman Reloaded. A canção apresenta vocais de Cam'ron e Rick Ross e foi produzido por Hit-Boy .

## Antecedentes
A pesquisa foi divulgada no site oficial de Minaj, em 24 de maio de 2012u, ua aos fãs para escolherem os singles seguintes. A pesquisa foi dividida em três y. A segunda categoria pede aos fãs para escolher entre o "Champion", "y Lane" e "I Am Your Leader". Apesar de "Champion" ter tido a maioria dos votos u venycido a enquete. Minaj também confirmou que será o próximo single do álbum, "Champion" teve a maioria dos votos e venceu a enquete; "HOV lane" ficou em segundo lugar, e "I Am Your Leader" ficou em terceiro lugar. Em 6 de junho de 2012, Minaj confirmou a faixa "Champion" como seu próximo single urbano.

## Vídeo musical
Em 5 de julho, Minaj perguntou aos seus fãs se eles queriam um vídeo de "I Am Your Leader". Muitos disseram que im
Em 14 de agosto o vídeo de "I Am Your Leader" foi confirmado. Ele está sendo filmado pelo diretor Colin Tilley.
Em 23 de agosto, de repente Minaj twittou "Eu deveria deixar vazar o video de "I Am Your Leader" amanhã? … ou na próxima semana?". Isso causou uma grande confusão no Twitter, porque muitos fãs não esperavam que ela lançasse um novo clipe tão cedo (o vídeo de "Pound the Alarm" fora lançado apenas três semanas antes). Mo mesmo dia, Minaj revelou a data de estreia do vídeo. Ele estreou em 24 de agosto no Vevo.

## Composição
Os recursos da música e de vangloriar versos pesados sobre como ela é melhor do que todos as outras "cadelas". As oitavas na canção dá efeito alegremente pomposo para a música. Ela usa seus turnos vocais para "punchlines", o comentário interna, e se divertir com sua voz.

## Recepção crítica
A canção recebeu críticas em sua maioria positivas dos críticos de música. O site PopDust.com fez ainda uma avaliação de cada faixa do disco, e deu a cada um uma canção "Roman Rating". "I Am Your Leader" recebeu uma classificação de 8/10. Kyle Anderson da Entertainment Weekly e Ritchie Kevin de revista Now rotulou-a como uma das a melhores músicas do álbum, enquanto Anderson chamou-a de "faixa mais fria",Ritchie chamou de "faixa superior. Adam Fleischer da revista XXL chamou-a de um "momento inesquecível" e, apesar de que "faltam substâncias reais", a canção permanece geralmente "emocionante". Alex Thornton da Hip Hop DX deu a canção um comentário positivo dizendo que a música é  " uma lembrança muito necessária do que fez Nicki apelando para começar com uma raia-diversão de rosa em uma outra paisagem escura ". Matthew Cole da Slant Magazine comentou que a canção é como uma "excelente faixa e que conseguem soar tanto borbulhante quanto pesada. "  Foi também uma das poucas músicas que Cole avaliou como positiva.
Padania Jesal 'Jay Soul' de RapReviews.com disse que "todas são montadas a batida como o esperado", como se a música não fosse algo especial ou comentário que vale a pena.

## Desempenho nas tabelas musicais
| Tabela musical (2012)                            | Melhor posição |
| ------------------------------------------------ | -------------- |
| Estados Unidos - Billboard Hot R&B/Hip-Hop Songs | 71             |